# ناتالیا خارلامپیوا
ناتالیا خارلامپیوا (یاقوتی: Наталья Ивановна Харлампьева؛ زادهٔ ۱ سپتامبر ۱۹۵۲ شاعر و روزنامه‌نگار اهل یاقوتستان روسیه است. او سردبیر اولین مجله زنان به زبان یاقوتی است که «دلبر خاتون» نام دارد.
وی حدود ده مجموعه شعر خود را منتشر کرده‌است، و اثر او در نشریات پرشماری دیده شده‌است. او به خاطر کارهایش جوایز مختلفی نیز دریافت کرده‌است. بخش اعظم ابیات او به نقش زنان در جامعه یاقوتی می‌پردازد. اشعار خارلامپیوا به روسی، قزاقی، تاتاری و اوکراینی ترجمه شده‌است. در سال ۲۰۱۶ مجموعه ای از شعرهای او به زبان انگلیسی به نام Foremother Asia منتشر شد. این نخستین دیوان شعر یاقوتی‌زبان است که به زبان انگلیسی منتشر شده‌است. خارلامپیوا همچنین نقدهای ادبی با موضوع ادبیات یاقوتی منتشر کرده‌است. 